# Aygün
Aygün is een dorp in het Turkse district Kulp en telt 1765 inwoners (2000).
Centrale districtsplaats (İlçe Merkezi): Kulp
Gemeenten (Beldeler): Ağaçlı
Dorpen (Köyler):
Ağaçkorur · Ağıllı · Akbulak · Akçasır · Akdoruk · Alaca · Argunköy · Aşağıelmalı · Aygün · Ayhanköy · Bağcılar · Baloğlu · Barın · Başbuğ · Bayırköy · Çağlayan · Çukurca · Demirli · Dolun · Düzce · Güleç · Güllük · Hamzalı · İnkaya · İslamköy · Kamışlı · Karaağaç · Karabulak · Karaorman · Karpuzlu · Kayacık · Kayahan · Kaynakköy · Konuklu · Kurudere · Narlıca · Özbek · Saltukköy · Taşköprü · Temran · Tuzlaköy · Uygur · Uzunova · Ünal · Yakıtköy · Yayıkköy · Yaylak · Yuvacık · Zeyrek